# 狄龍灣機場
狄龍灣機場（英語：Dillon's Bay Airport）是一個位於瓦努阿圖狄龍灣的機場。

## 航空公司及目的地
- 瓦努阿圖航空 (Ipota,維拉港,塔娜)